# Parní stroj

Animované schéma práce stroje.

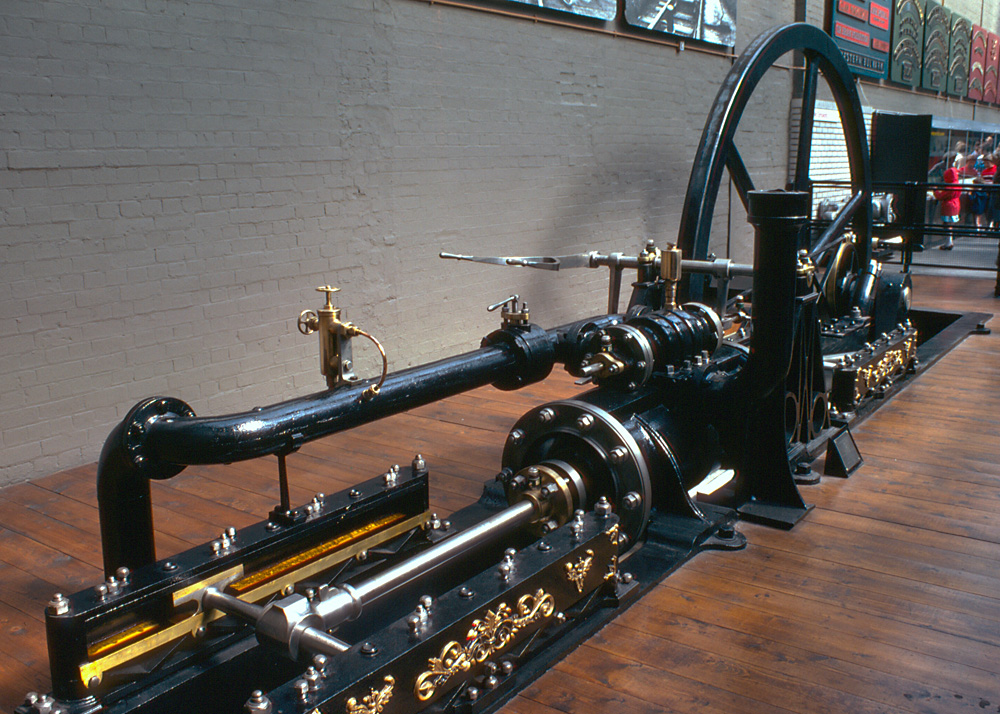
Expozice parního stroje, National Railway Museum, York, Anglie.

Parní stroj je pístový tepelný stroj, spalovací motor s vnějším spalováním, přeměňující tepelnou energii vodní páry na energii mechanickou, nejčastěji rotační pohyb.
První parní stroj a parní automobil v českých zemích vznikl na počátku 19. století, kdy ho sestrojil František Josef Gerstner.

## Historie parního stroje
První mechanický stroj poháněný párou sestrojil Hérón Alexandrijský v 1. století našeho letopočtu. Považoval jej ale jen za hračku a na praktické využití nedošlo. Dnes je vynález parního stroje obvykle připisován skotskému vynálezci Jamesi Wattovi, který ho vynalezl v roce 1765. Ve skutečnosti Watt „pouze“ významně zdokonalil stroje Thomase Saveryho a Thomase Newcomena. Jednalo se o stroje na principu kondenzace syté páry ve válci a využití síly vyvolané podtlakem k čerpání vody.
V případě atmosférického parního stroje Thomase Newcomena  byl prostor pod pístem naplněn párou, která píst zvedla do horní polohy. Pak se pod píst vstříkla studená voda a kondenzací páry vznikl podtlak. Píst byl tlačen atmosférickým tlakem dolů a prostřednictvím táhla, které s ním bylo pevně spojeno, prováděl práci kývavým pohybem nahoru a dolů jako zahradní pumpa. V letech 1722–1724 postavil Newcomenův atmosférický parní stroj - první na evropském kontinentě - anglický mechanik Issak Potter v Nové Bani na Slovensku. V r. 1736 získal Jonathan Hull či Hulls první patent na kolesovou loď poháněnou Newcomenovým atmosférickým parním strojem.

Animace zjednodušeného stroje s trojčitou expanzí; tlak páry je v levém válci nejvyšší, v pravém nejnižší.

Prvním Wattovým zlepšením bylo oddělení kondenzace do zvláštního prostoru mimo válec. Díky tomu se stěny válce neochlazovaly a zvýšila se účinnost stroje. V průběhu druhé poloviny 18. století si pak Watt nechal patentovat řadu vynálezů, které byly dále využívány po celou éru parních strojů. Dvojčinný parní stroj, v němž se pára vháněla střídavě pod píst a nad píst, takže i zpětný pohyb pístu byl 
poháněn tlakem páry a nikoli atmosféry. Tím se podstatně zvýšil výkon i účinnost, protože stroj mohl pracovat s párou o vyšším než atmosférickém tlaku. Z dalších vynálezů jmenujme převod přímočarého pohybu pístu na otáčivý pomocí klikového mechanismu nebo Wattův odstředivý regulátor, který udržoval stálé otáčky stroje.
V 19. století se parní stroj stal nejvýznamnějším zdrojem energie jak v průmyslu, tak v dopravě. Proto se tomuto století také říká století páry. Dopravě kralovaly vlaky tažené parními lokomotivami, vody brázdily parníky, průmyslové podniky měly stroje poháněné transmisemi od centrálního parního stroje, na polích se objevily parní oračky, parní mlátičky a parní lokomobily. Povrch silnic pak upravovaly parní válcovačky resp. parní válce.
Ve 20. století význam parního stroje postupně upadal. Z dopravy byl vytlačen spalovacím motorem s vnitřním spalováním a z průmyslu elektrickými stroji a parní turbínou. Nejdéle sloužily těžní parní stroje, které v některých dolech vydržely až do devadesátých let 20. století (viz Muzeum Krásno). V současnosti je možné se s provozem parních strojů setkat především u nostalgických jízd parních lokomotiv.
V průmyslu se také používaly speciální stroje podobné či konstrukčně příbuzné parnímu stroji. Byla v nich využívána přímočará hnací síla přenášená na pracovní nástroj z pístu jednoduchého parního stroje. Jednalo se o parní kladiva, parní buchary či parní lisy a podobná strojní zařízení. Dnes jsou nahrazena jinými technickými principy či jinými technologickými postupy. Na letadlových lodích se dodnes využívá parní katapult, což je vlastně speciální parní stroj s několika desítkami metrů dlouhým válcem.

## Účinnost
Proti současným tepelným strojům má parní stroj nízkou účinnost přeměny energie (maximálně 30 %). Spolu s kotlem, který má tepelnou účinnost okolo 50 %, je výsledná účinnost (podle typu stroje a kotle) mezi 5 % a 15 %. To je oproti spalovacím motorům s vnitřním spalováním s běžně dosahovanou účinností okolo 35 % nedostačující. Tam, kde je dostatek levného uhlí, se ale může ekonomicky užívat i dnes – proti jiným typům strojů se vyznačuje vysokou spolehlivostí a schopností práce v mnoha pracovních režimech (různé otáčky i výkony, snadná reverzace).
Nespornou výhodou parního stroje je, že mu nevadí přetížení, a nedojde k jeho poškození, ani když se přetížením zcela zastaví.

## Popis práce

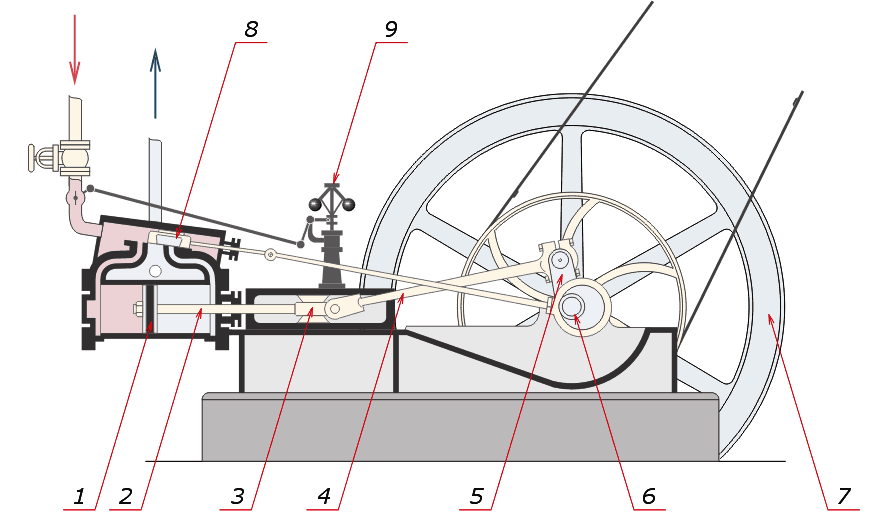
Schematický popis jednoválcového parního stroje.
1 – Píst
2 – Pístní tyč
3 – Křižák
4 – Ojnice
5 – Ojniční čep kliky
6 – Excentrický mechanismus (jednoduchý vnější rozvod)
7 – Setrvačník
8 – Šoupátko
9 – Wattův odstředivý regulátor.

Pára z kotle je přes regulátor vedena do ústrojí vnitřního rozvodu (nejčastěji šoupátkové komory) a odtud je rozdělována do válce. Tam svým tlakem způsobuje pohyb pístu. Použitá pára je opět přes šoupátkovou komoru vypouštěna ven. Posuvný pohyb pístu je přes pístní tyč, křižák a ojnici přenášen na kliku, která posuvný pohyb převádí na otáčivý (rotační).
Část výkonu stroje je odebírána ústrojím vnějšího rozvodu, které řídí nucený pohyb částí vnitřního rozvodu (šoupátka, řidčeji ventilů), usnadňuje rozběh stroje, umožňuje nastavit stupeň plnění válce a také změnu směru otáčení (reverzaci), je-li požadována.
Animované schéma práce stroje je v článku Lokomotivní parní stroj.

### Reverzace
Reverzace chodu parního stroje se provádí za klidu stroje přestavením rozvodu. Stroj se znovu rozběhne tak, že pára je přiváděna na stranu pístu, odkud byla předtím vytlačována, a naopak.
Animované schéma reverzace stroje je v hesle Lokomotivní parní stroj.

## pV diagram
pV diagram popisuje práci tepelného stroje v průběhu jednoho pracovního cyklu (vizte také Carnotův cyklus). Skutečný tvar tohoto diagramu, malovaný speciálním přístrojem, se nazývá indikátorový diagram.

## Plnotlaké a expanzní stroje
Pokud je pára přiváděna do válce po celou dobu pohybu pístu, mluvíme o plnotlakém parním stroji. Takové byly především první parní stroje. Pokud je pára vpouštěna jen po část pohybu pístu, mluvíme o expanzních strojích. Poměr mezi celkovým objemem válce a objemem v okamžiku uzavření přívodu páry se nazývá plněním. Obvyklá plnění se pohybují mezi 100 % (plnotlaké stroje) a zhruba 10–20 %. Využití expanze páry umožnilo několikanásobně zvýšit účinnost parního stroje. Dalším vývojovým stádiem pak bylo využití několikanásobné expanze ve sdružených parních strojích

## Využití parního stroje
- Stabilní parní stroj
- Parní lokomotiva
- Lokomobila
- Parník (paroloď)
- Parní válec
- Parní automobil
- Parostrojní elektrárna
- Parní stříkačka